# Клауберг, Иоганн
Иоганн Клауберг (нем. Johannes Clauberg; 1622—1665) — немецкий натурфилософ-картезианец.
Ревностно распространял философию Декарта. Его сочинения одобрялись Декартом и высоко ценились Лейбницем. Собрание его «Opera philosophica» было издано в Амстердаме в 1691.